# Tauschia oreomyrrhioides
Tauschia oreomyrrhioides är en flockblommig växtart som beskrevs av Mildred Esther Mathias och Lincoln Constance. Tauschia oreomyrrhioides ingår i släktet Tauschia och familjen flockblommiga växter. Inga underarter finns listade i Catalogue of Life.